# Адвентизам
Адвентизам (лат. adventus — "долазак") је грана протестантизма која је настала у 19. веку као део Другог великог буђења у Сједињеним Америчким Државама. Назив се односи на веровање у други долазак Исуса Христа. Вилијам Милер је основао адвентистички покрет 1830-их. Његови следбеници су били познати као милерити.
Иако адвентистичке цркве имају много тога заједничког, њихове теологије се разликују по томе да ли смрт схватају као несвесни или свесни сан, да ли је последња казна злих уништење или вечне муке, природи бесмртности, хоће ли или не васкрснути зли после миленијума и да ли се светилиште у осмом поглављу књиге пророка Данила односи на светилиште у рају или на земљи. Покрет је охрабрио испитивање целе Библије, адвентисти седмог дана и неке мање адвентистичке групе светкују суботу. Генерална конференција адвентиста седмог дана је одредила 28 основних црквених веровања (1998 и 2005), за које користе библијске референце као оправдање.
Адвентисти су 2010. године достигли број од 20 милиона верника у различитим независним црквама. Највећа црква у покрету — Хришћанска адвентистичка црква — има више од 18 милиона верника.

## У нашим крајевима
Суботари или "верни" су почетком 20. века "нова секта", чији се припадници налазе по селима северног Баната, пре свега у Мокрину, где их је било двадесетак. Већина суботара у Војводини настала је од назарена. Већ 1903. године организоване су адвентистичке општине суботара у местима: Бољевци, Тителу, Куманима и Мокрину. Секту је донео у Војводину путник механичар Јован Сурдовић из Ердеља. Деловао је проповедајући скори други долазак Исуса Христа и уз пут бесплатно лечећи људе "електризовањем". Он је и аутор књиге: "Разјашњења Светог Писма". Упоредо са њим по Срему и Банату су агенти међународног Библијског друштва растурали примерке (200) адвентистичких књига, штампаних на српском језику у Лондону и Хамбургу.
Бивши суботар Лазар Еремић из Кумана се побунио што адвентистичка централа у Хамбургу узима од својих сиромашних припадника у Војводини 10% прихода. Штампао је у Кикинди књигу "Шест година међу хамбуршким адвентистичким друштво", у којој је разоткрио позадину тог верског покрета.
Колоквијални назив "суботари" су добили по томе што светкују суботу - библијски дан одмора, када се састају и читају и тумаче Св. Писмо. Музика и религиозне песме имају значајно место у службама. Крштавали су се погружавањем у рекама. Адвентисти су се омасовили тек након Другог светског рата, за време власти комуниста у којој их је доста било угњетавано, углавном због тога што су одбијали да раде суботом.